# Єсипчук Костянтин Юхимович
Костянтин Юхимович Єсипчук (31 липня 1935, с. Великі Кліщі Народицький район, нині Житомирська область — 13 березня 2009, Київ) — український геолог-петрограф, петролог, Доктор геолого-мінералогічних наук з 1989 року. Лауреат державної премії України в галузі науки і техніки 1998 року.

## Біографія
Народився 31 липня 1935 року у селі Великі Кліщі Народицького району, Житомирської області в родині вчителя. Його батько, Юхим Григорович, у 1937 році був репресований та загинув у таборі. Мати, Галина Іванівна, працювала у колгоспі. У 1952 році вона переїхала з сином до Києва, де працювала двірником, вахтером до своєї смерті у 1973 році. 
Костянтин Юхимович Єсипчук у 1952 році закінчив середню школу та вступив на геологічний факультет Київського державного університету імені Т. Г.Шевченка, який закінчив у 1957 році.
Після закінчення вишу, з 1957 року він працював у Далекосхідному територіальному геологічному управлінні (м. Хабаровськ, РФ), брав участь у геологічному зніманні масштабу 1:200 000 в районі Білиринського хребта (Кур—Урмійський вододіл), але 1958 року, через сімейні обставини змушений був повернутися до Києва.
У 1959—1967 роках К. Ю. Єсипчук працював у науково-дослідному секторі Київського державного університету імені Т. Г. Шевченка, який проводив геологічне картування території Північного і Центрального Казахстану, Забайкалля та України. Протягом наступних двох років (1959—1960) Костянтин Юхимович
у складі Південно-Казахстанської експедиції виконує Державну геологічне знімання масштабу 1:200 000 у межах Джезказганської западини. Молодий спеціаліст розпочинає наукову роботу, публікуючи свою першу статтю: «К вопросу о возрасте кингирской свиты (верхний палеозой Джезказганской впадины)», виступає як співавтор кінцевої геологічної карти та пояснювальної записки до неї.
З 1961 року протягом шести років він бере участь у геологічному зніманні масштабу 1:50 000 у Західному Приазов'ї, досліджує геологічну будову, стратиграфію, петрологію і рудоносність Приазовського мегаблоку Українського щита. Результати цих робіт опубліковані у кількох статтях та колективній монографії «Докембрий Западного Приазовья» (співавтори О. Л. Ейнор та В. О. Цуканов).
У 1965 році Костянтин Юхимович вступає до заочної аспірантури інституту геологічних наук АН УРСР та під керівництвом професора, члена-кореспондента АН УРСР І. С. Усенка працює над кандидатською дисертацією за темою «Стратиграфія і петрогенезис гнейсомігматитового комплексу Західного Приазов'я». У 1967 році переходить на роботу у цей інститут, а у 1969 році захищає кандидатську дисертацію.
Від 1969 року — в інституті геохімії і фізики мінералів Академії наук УРСР (від 1993 року — Інститут геохімії, мінералогії та рудоутворення імені М. П. Семененка НАН України): директор дослідницького підприємства при ІГМР(1974—1978), завідувач відділу геохімії докембрійних формацій та геології і стратиграфії докембрію (1990—2000), від 2008 року — головний науковий співробітник у відділі геохімії ізотопів і мас-спектрометрії, водночас у 1981—1994 та у 1999—2000 роках — заступник директора з наукової роботи Інституту, у 1998—2003 роках — директор, у 2004—2008 роках — заступник директора державного науково-виробничого підприємства «Земля». 
На початку 1987 року брав участь у ліквідації наслідків аварії на Чорнобильській АЕС, очолюючи протягом місяця штаб Академії наук УРСР у м. Чорнобиль, удостоєний почесного знаку ліквідатора аварії на Чорнобильській АЕС.
Досліджував питання геології та стратиграфії докембрію, формаційного аналізу магматичних і метаморфічних гірських порід, проблеми геологічного картування та прогнозування родовищ корисних копалин. В останні роки життя значну увагу приділяв застосуванню концепції плитової тектоніки для інтерпретації геологічної будови та еволюції процесів у докембрії Українського щита.
Костянтин Юхимович неодноразово обирався до складу партійного бюро, був головою ради молодих дослідників Інституту, головою профспілкового комітету, членом експертної комісії ВАК України, членом Вченої ради Інституту і спеціалізованої Вченої ради з присудження вчених ступенів, членом редколегії «Мінералогічного журналу». Багато років працював заступником голови докембрійської секції Українського республіканського міжвідомчого стратиграфічного комітету, а з 1994 року — обіймав посаду співголови Національного стратиграфічного комітету України, заступника голови Міжвідомчого петрографічного комітету та члена Тектонічного комітету України, Науково4редакційної ради при Державній геологічній службі України, постійно брав участь у роботі редколегій і був співавтором багатьох карт та інших спеціалізованих видань геологічного профілю.
Помер 13 березня 2009 року у Києві.

## Наукова діяльність
Костянтин Юхимович Єсипчук є автором однієї одноособової та 22 колективних монографій, понад 250 статей і тез доповідей (у тому числі 50 — англійською мовою), співавтором 20 звітів та багатьох геологічних карт. Його робота була високо оцінена: у 1998 році за участь в циклі робіт «Геохімія, петрологія і рудоносність докембрію України» вчений удостоєний Державної премії України в галузі науки і техніки.
Основні праці
- Гранитоидные формации Украинского щита / Щербаков И. Б., Есипчук К. Е., Орса В. И. и др. — Киев: Наукова думка, 1984. — 192 с.
- Петролого-геохимические основы формационного анализа гранитоидов докембрия. — К., 1988;
- Єсипчук К. Ю. Регіональна стратиграфічна схема докембрію Українського щита // Мінералогічний журнал. — 1998. — Т. 20. — № 1. — С. 57–71.
- Уточнення кореляційної стратиграфічної схеми докембрію Українського щита / Єсипчук К. Ю., Щербак М. П., Глеваський Є. Б. та ін. // Мінералогічний журнал. — 1999. —Т. 23. — № 1. — С. 3–18.
- Есипчук К. Е., Бобров А. Б. Некоторые проблемы геологии раннего докембрия Украинского щита // Мінералогічний журнал. — 2000. — Т. 22 — № 2/3. — С. 25–35.
- Кореляційна хроностратиграфічна схема раннього докембрію Українського щита / Єсипчук К. Ю., Бобров О. Б., Степанюк Л. М. та ін.; УкрДГРІ, НСК України (пояснювальна записка). — Київ, 2004. — 30 с.
- Гурський Д. С., Єсипчук К. Ю., Калінін В. І., Куліш Є. О., Нечаєв С. В., Третяков Ю. І., Шумлянський В. О. // Монографія в двох томах: «Металічні і неметалічні корисні копалини України». Том І: Металічні корисні копалини. Державна геологічна служба України, Національна академія наук України. — Київ-Львів: Центр Європи, 2005. — 740 с.
- Гурський Д. С., Єсипчук К. Ю., Калінін В. І., Куліш Є. О., Шумлянський В. О., Чумак Д. М. // Монографія в двох томах: «Металічні і неметалічні корисні копалини України». Том ІІ: Неметалічні корисні копалини. Державна геологічна служба України, Національна академія наук України. — Київ-Львів: Центр Європи, 2006. — 552 с.
- Геолого-геофизическая модель Орехово-Павлоградской шовной зоны Украинского щита. — К., 2005 (співавтор).
- Геолого-геофизическая модель Криворожско-Кременчугской шовной зоны Украинского щита. — К., 2006 (співавтор).
- Геолого-геофизическая модель Голованевской шовной зоны Украинского щита. Д., 2008 (співавтор).

## Премії, нагороди, звання
- Срібний значок за участь в організації 27-го Міжнародного геологічного конгресу (1984);
- Медаль «У пам'ять 1500-річчя Києва» (1983);
- Медаль «За трудову доблесть» (1986);
- Медаль «Ветеран праці» (1987);
- Знак «Учасник ліквідації наслідків аварії на Чорнобильській АЕС» (1987);
- Лауреат Державної премії України в галузі науки і техніки (1998);
- Почесне звання «Почесний розвідник надр» (2000).